# Frankfurt-Hahns flygplats

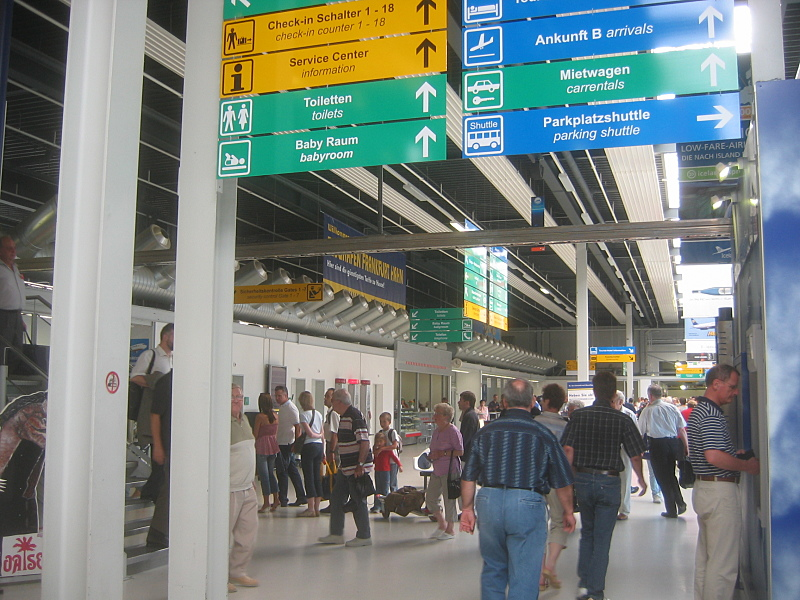
Terminalen på Frankfurt-Hahns flygplats.

Frankfurt-Hahns flygplats (tyska: Flughafen Frankfurt-Hahn) är en flygplats belägen på högplatån Hunsrück i förbundslandet Rheinland-Pfalz i Tyskland. Den hade litet under 3 miljoner passagerare år 2012 och är en av de större charter- och lågprisflygplatserna i Europa. Trots sitt namn är flygplatsen belägen cirka 125 km väster om staden Frankfurt, i distriktet Rhein-Hunsrück-Kreis.

## Historia
1947 började flygbasen byggas av de franska ockupationsstyrkorna, senare övertogs projektet av USA:s flygvapen. 1990 överlämnades flygbasen Hahn Air Base till civil förvaltning. 22 maj 1993 avgick det första civilflyget från Hahn: ett charterflyg till Mallorca. 1 januari 1998 övertogs driften av Fraport, som ägde 73,06 % av aktierna i "Flughafen Hahn". I slutet av 2005 ändrades ägarstrukturen; i Fraport var nu även förbundsländerna Rheinland-Pfalz och Hessen delägare. År 2009 ändrades ägarstrukturen om igen; numera ägs flygplatsen av förbundsländerna Rheinland-Pfalz (82,5 %) och Hessen (17,5 %).
Beteckningen "Hahn-Airport" kommer från tiden som amerikansk flygbas, och skapades därför att amerikanerna hade svårt att uttala ortnamnet "Lautzenhausen". Man använde istället namnet på grannkommunen Hahn (Hunsrück), på vars marker en liten del av basen ligger. Efter diverse rättsprocesser (i första hand mellan Lufthansa och Ryanair) får flygplatsen sedan en tid[när?] också officiellt använda namnet "Frankfurt-Hahn", fastän flygplatsen ligger 125 km väster om Frankfurt am Main.

## Teknisk information
Frankfurt-Hahn har en mycket lång bana, 3800 meter i riktning 03/21. Detta kombinerat med stora taxnings- och uppställningsytor gör det möjligt att hantera mycket stora flygplan såsom Antonov An-124 och Boeing 747. Banan är utrustad med ett instrumentlandningssystem (ILS) för landning i båda riktningarna. I ena riktningen finns ILS kategori 3, det innebär att man kan landa även vid mycket tät dimma och nästan ingen sikt. Dimma är ett vanligt problem på flygplatsen, särskilt under hösten och vintern.

## Marktransport

### Buss
Flygplatsen trafikeras av ett antal bussföretag som bedriver trafik till Frankfurt am Main (1 timme och 35 minuter), Mainz (1 timme), Koblenz (1 timme), Trier (1 timme), Luxemburg (1 timme och 50 minuter) och ett antal andra städer i regionen.

### Bil
Flygplatsen nås via landsvägar. Närmaste motorväg är A1 i väster och A61 i öster. Parkering och biluthyrning finns på flygplatsen.

### Tåg
Det finns ingen direkt tågförbindelse till flygplatsen (det har dock funnits en godsbana). Till de närmast belägna järnvägsstationerna hör de i Traben-Trarbach, Bullay, Kirn och Idar-Oberstein.